# Alketas I. (Makedonien)
Alketas I.  (altgriechisch Ἀλκέτας Alkétas) war der Sohn des Aeropos I., des Königs von Makedonien und dessen Nachfolger auf dem Thron. Nach 29-jähriger Regierungszeit (ca. 576–547 v. Chr.) starb Alketas und sein Sohn Amyntas I. wurde nach ihm König von Makedonien.